# Aria edulis
Pour les articles homonymes, voir Alisier.
Alisier blanc
Espèce
Classification phylogénétique
Espèce
Répartition géographique
L'Alisier blanc, Alisier de Bourgogne, Alouchier ou Sorbier des Alpes (Aria edulis et anciennement Sorbus aria), est une espèce de plantes à fleurs de la famille des Rosacées. 
L’aire de répartition naturelle de l’alisier blanc est l’Europe occidentale, centrale et méridionale, ainsi que le nord-ouest de l’Afrique.
L’alisier blanc est un arbre de 3 à 20 m de hauteur qui donne des corymbes de fleurs blanches devenant des drupes d’un rouge orangé.

## Nomenclature
En 1753, Carl Linné donne la première description de l’espèce sous le nom de Crataegus aria L. dans Species Plantarum 1: 475–476.
En 1763, le botaniste autrichien Crantz transfère ce basionyme dans le genre Sorbus pour donner Sorbus aria (L.) Crantz, publié dans Stirpium Austriacarum Fasciculus 2: 46, 1763 car dit-il, ses feuilles ovales, dentées et tomenteuses en dessous, ainsi que ses fruits biloculaires, correspondent mieux aux critères du genre Sorbus.
En 1893, le botaniste allemand Ernst Huth (1845-1897) considère que l’espèce ne doit être placée ni dans le genre Crataegus ni dans le genre Sorbus mais dans le genre Aria, formant ainsi **Aria aria, un tautonyme, dénomination non acceptée par le code international de nomenclature (Abhandlungen und monatliche Mittheilungen aus dem Gesammtgebiete der Naturwissenschaften 11(9): 133. 1893).
Il fallut attendre l’étude de 2017 d’Alexander N. Sennikov et Arto Kurtto d’une nouvelle liste de contrôle des Sorbus s.l. (au sens large) en Europe pour fournir une classification mise à jour de ce groupe selon les dernières études phylogénétiques. Afin d’assurer la monophylie, cinq genres non hybrides sont acceptés, représentant des lignées évolutives distinctes (Aria, Chamaemespilus, Cormus, Sorbus s. str., Torminalis), ainsi que cinq genres hybrides décrits.
Il nous faut donc remonter aux siècles passés et trouver une espèce avec un épithète spécifique différent de aria et ayant pour synonyme Crataegus aria L. C’est le cas avec le botaniste allemand Rudolph Benno von Roemer (abr. R.Roem.) qui prit Pyrus edulis Willdenow pour basionyme, et qui plaça en 1847 l’espèce dans le genre Aria formant ainsi la nouvelle combinaison Aria edulis (Willd.) R. Roem. (publiée dans Familiarum Naturalium Regni Vegetabilis Synopses Monographicae 3(Rosifl.): 124. 1847.). Or d’après WFO Aria edulis (Willd.) M.Roem a pour synonyme Crataegus aria L.

## Étymologie
Le nom de genre Aria vient du grec dorien άρία – aria (Théophraste, III, 4, 4) désignant Quercus ilex L., le chêne vert.
L’épithète spécifique edulis vient du latin edulis, -is, -e, « bon à manger, comestible » dérivé de edo « manger ».

## Distribution, habitat
Selon POWO, l’aire de répartition naturelle de l’alisier blanc est l’Europe occidentale, centrale et méridionale, ainsi que le nord-ouest de l’Afrique. Il est natif de l’Union européenne moins l’Irelande et les Pays scandinaves et baltes. Il a été introduit dans les Pays Baltes Îles Falkland, Irlande Pays-Bas Norvège Suède Ukraine Ouzbékistan, où il s’est naturalisé (la carte ci-contre ne distingue pas clairement origine naturelle et introduction suivie de naturalisation).
En France, il est surtout présent dans les bois et rochers des montagnes, et nul dans l’Ouest et la région méditerranéenne.
L'alisier blanc apprécie les zones rocheuses au sol superficiel, les bois à tendance sèche (chênaies pubescentes, hêtraies sèches, pinèdes), les fruticées et les lisières forestières acidophiles des étages collinéen et montagnard.

## Synonymes
L’espèce Aria edulis (Willd.) M.Roem. est acceptée et possède 162 synonymes dont
7 synonymes homotypiques
- Aria nivea var. edulis (Willd.) Koehne dans Deut. (1893)
- Hahnia aria var. edulis (Willd.) Dippel à la mainb. Laubholzk. 3 : 375 (1893)
- Pyrus aria proles edulis (Willd.) Asch. et Graebn. dans Syn. Mitteleur. Fl. 6(2) : 95 (1906)
- Pyrus edulis Willd. dans Enum. Pl. Hort. Berol. 2 : 527 (1809)
- Sorbus aria subsp. edulis (Willd.) Sved., Alm & Örtendahl dans Index Seminum (UPS, Upsaliensi) 1933 : 16     (1934)
- Sorbus aria var. edulis (Willd.) Wenz. dans Linné 38 : 54 (1873)
- Sorbus edulis (Willd.) K.Koch dans Hort. Dendrol. : 176 (1853)

## Description
L'alisier blanc est un arbre hermaphrodite à tronc droit et à houppier ovoïde pouvant mesurer de 3 à 20 m, à bourgeons un peu tomenteux. Son écorce est grise.
Ses feuilles alternes, très blanches-tomenteuses en dessous, sont vertes, glabres et ridées en dessus, ovales ou elliptiques, doublement dentées ou légèrement lobées, à dents et lobes décroissant du sommet à la base, à 8-12 paires de nervures saillantes convexes en dehors.
Il porte au milieu du printemps des inflorescences en corymbe pollinisées par entomogamie.
Les fleurs possèdent 5 pétales étalés blancs, 2 styles libres, velus à la base.
Ses fruits (alises) sont des drupes disséminées par voie endozoochore. Ce sont des  fruit subglobuleux, farineux-pulpeux, d'un rouge orangé, à saveur un peu acide.
Floraison en mai et fructification en septembre.

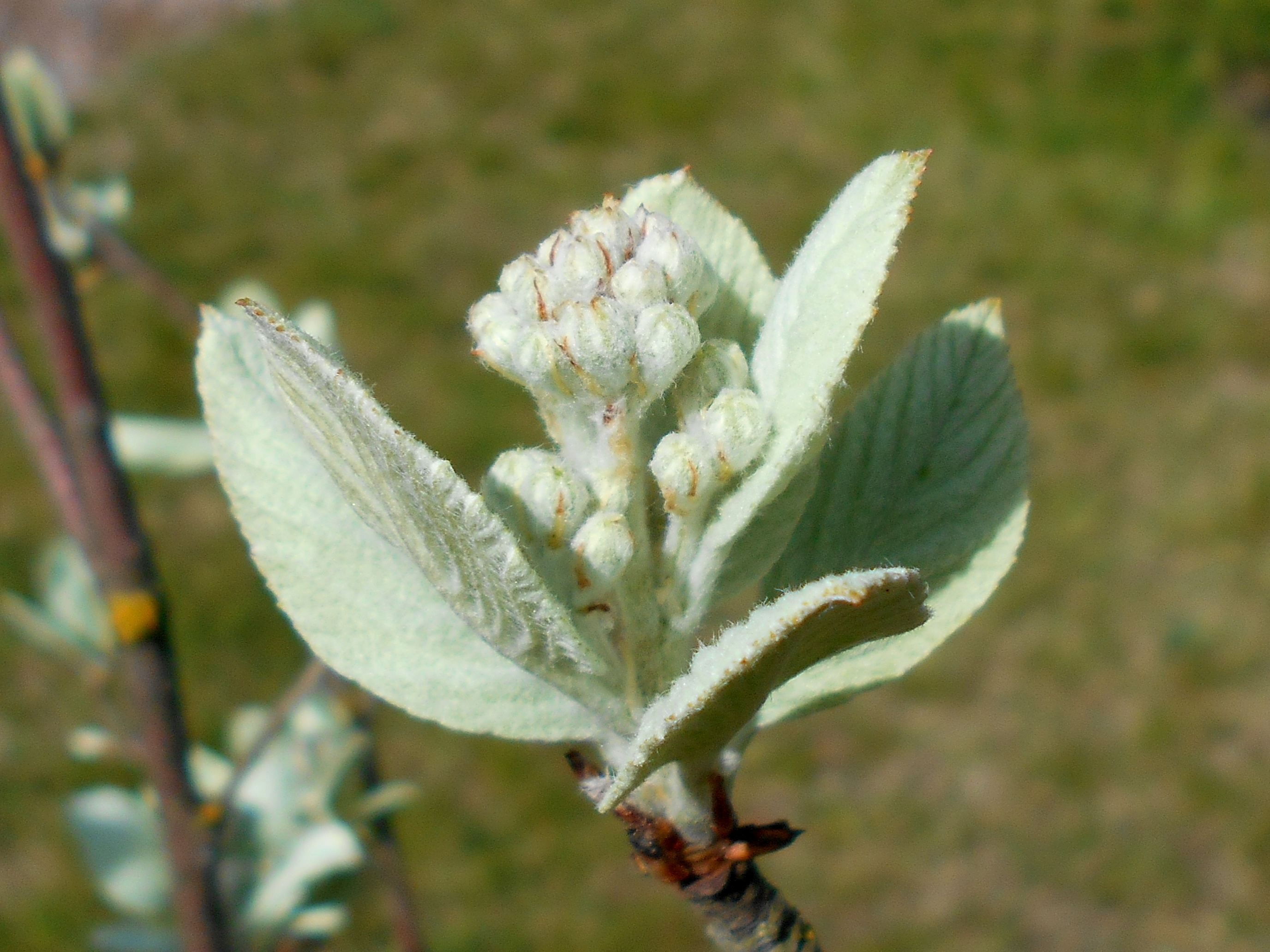
Jeunes f. tomenteuses
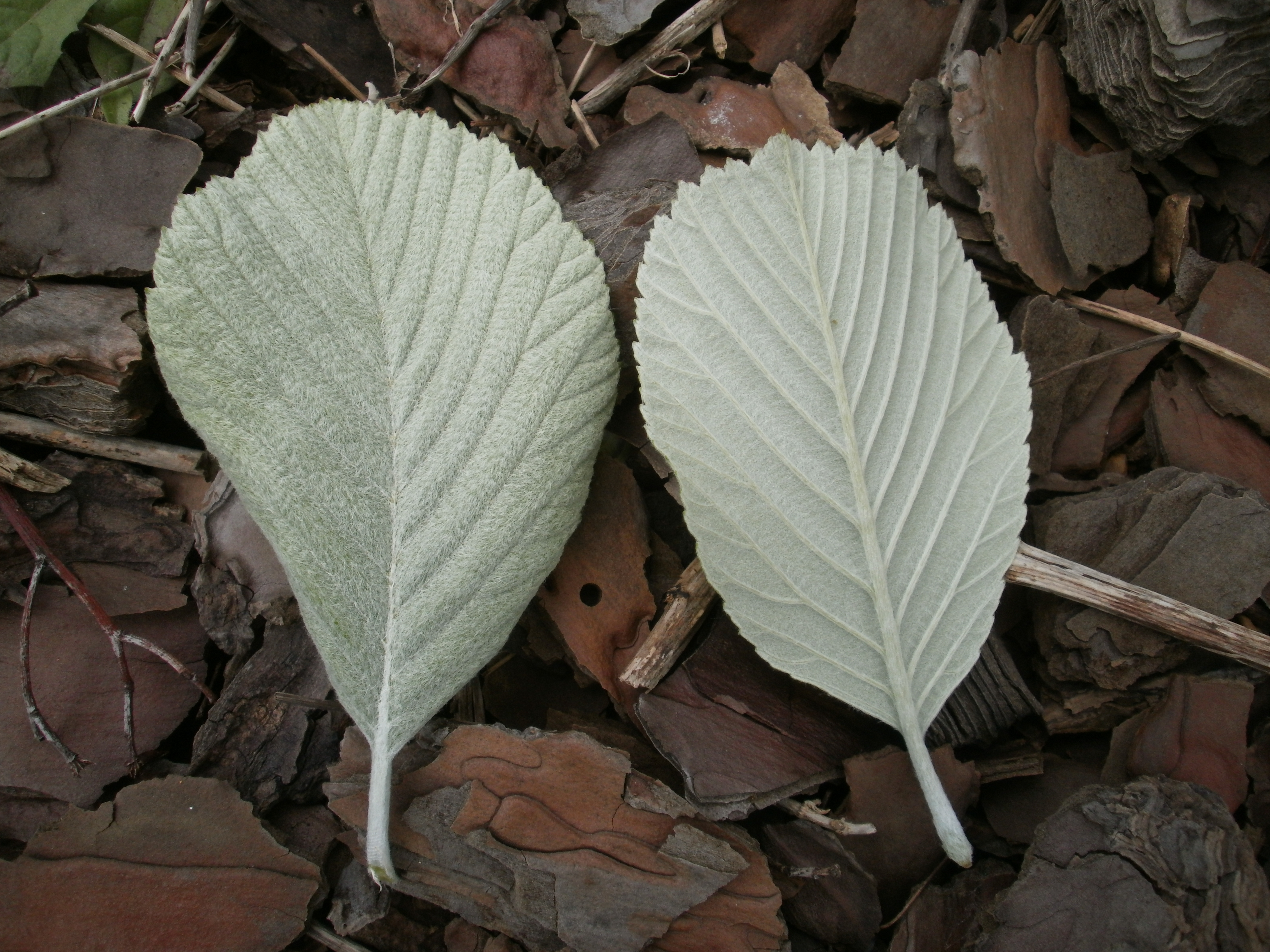
Revers tomenteux
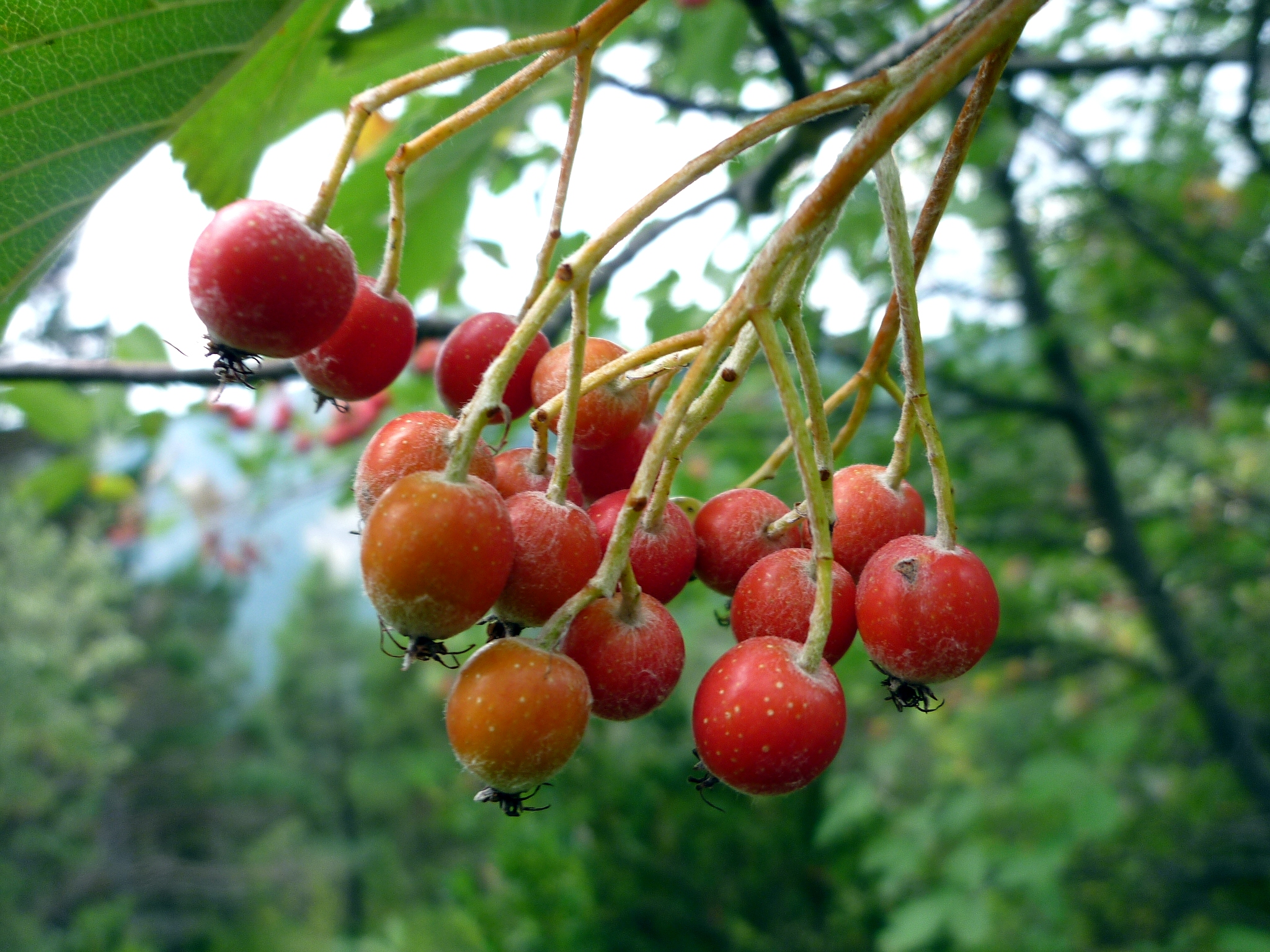
Fruit

## Habitat
L'alisier blanc apprécie les zones rocheuses au sol superficiel, les bois à tendance sèche (chênaies pubescentes, hêtraies sèches, pinèdes), les fruticées et les lisières forestières acidophiles des étages collinéen et montagnard.

## Propriétés
Son fruit n'est pas toxique : il est considéré comme comestible, mais sa chair est farineuse et d'une saveur à la fois acidulée et sucrée. On l'utilise parfois pour préparer des confitures après qu'il a subi les premières gelées.

## Sous-espèces et variétés
- Sorbus aria (L.) Crantz subsp. aria des bois caducifoliés médioeuropéens, basophiles, oligotrophiles
- Sorbus aria (L.) Crantz subsp. aria var. incisa des bois caducifoliés médioeuropéens, basophiles, montagnards des ravins
- Sorbus aria (L.) Crantz subsp. cretica des bois caducifoliés médioeuropéens, basophiles, occidentaux

## Hybride
Le croisement de l'alisier blanc avec le poirier commun a donné naissance à un hybride intergénérique nommé ×Sorbopyrus auricularis.